# اچ‌ام‌اس گرس‌هاپر (۱۸۰۶)
اچ‌ام‌اس گرس‌هاپر (۱۸۰۶) (به انگلیسی: HMS Grasshopper (1806)) یک کشتی است. این کشتی در سال ۱۸۰۶ ساخته شد.